# Cham Şabī
Cham Şabī (persiska: چم صبی, Cham-e Şobbī) är en ort i Iran.   Den ligger i provinsen Khuzestan, i den centrala delen av landet, 600 km söder om huvudstaden Teheran. Cham Şabī ligger 33 meter över havet och antalet invånare är 292.
Terrängen runt Cham Şabī är huvudsakligen platt, men österut är den kuperad. Runt Cham Şabī är det ganska tätbefolkat, med 58 invånare per kvadratkilometer. Närmaste större samhälle är Rāmshīr, 10,8 km söder om Cham Şabī. Omgivningarna runt Cham Şabī är i huvudsak ett öppet busklandskap.